# قوم پی‌پیل

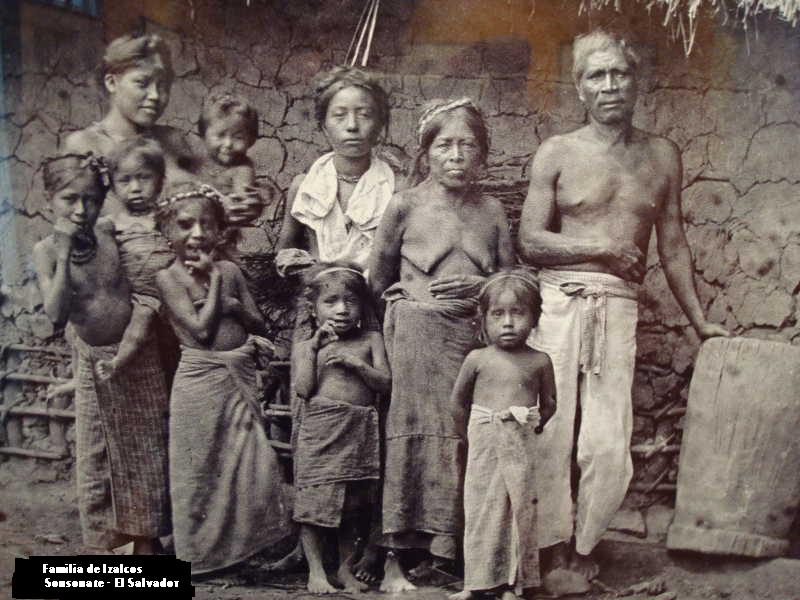
عکسی از یک خانواده پیپیلی گرفته شده توسط کارل ویلهلم هارتمن

قوم پی‌پیل از اقوام سرخپوست ساکن در کشور السالوادور می‌باشد. زبان مردم پیپیل گویشی از زبان ناهواتل است که از زبان‌های آزتکی بوده و در جنوب ایالات متحده آمریکا و نواحی شمالی مکزیک بدان تکلم می‌شود. حسب سنت‌های شفاهی و باورهای بومی مردم پیپیل آنان در گذشته دور از سرزمین‌های ایالات متحده به سوی السالوادور کوچیده‌اند. شواهد زبانی نیز این موضوع را تأیید می‌کند. باورهای قومی و اساطیر بومی پی‌پیل‌ها منطق بر اساطیر قوم مایا است که در نزدیکی آنان به‌سر می‌برند. زبان بومی پیپیل به‌سرعت در حال نابودی است و از ۳۰۰۰ پیپیل زبان در سال ۱۹۸۰ امروزه به کمتر از دویست تن رسیده‌ است.